# Castrovalva (Doctor Who)
Pour les articles homonymes, voir Castrovalva.
Castrovalva est le cent-seizième épisode de la première série de la série télévisée britannique de science-fiction Doctor Who. Originellement diffusé sur la BBC en quatre parties du 4 au 12 janvier 1982, cet épisode marque la première aventure ayant Peter Davison dans le rôle du Docteur.

## Accroche
Alors que le Docteur est encore malade de sa régénération, le Maître enlève Adric et renvoie le TARDIS à l'ère du Big Bang. Nyssa et Tegan amènent le Docteur à Castrovalva, un lieu de sérénité où il pourrait récupérer.

## Distribution
- Peter Davison — Le Docteur
- Matthew Waterhouse  — Adric
- Sarah Sutton — Nyssa
- Anthony Ainley — Le Maître/Le Préfet
- Janet Fielding — Tegan Jovanka
- Dallas Cavell – Le Chef de la sécurité
- Frank Wylie – Ruther
- Michael Sheard – Mergrave
- Derek Waring – Shardovan
- Souska John – L'enfant

## Résumé
Après sa régénération à la fin de Logopolis, le docteur est encore faible, et ses compagnons, Adric, Nyssa et Tegan le conduisent à son TARDIS. Le Docteur, en délire, demande à être placé dans la "Chambre Zéro", dont la technologie, créée par les Seigneurs du Temps, doit lui permettre de récupérer en le protégeant de toute complexité.
En attendant que le Docteur guérisse, Tegan et Nyssa découvrent un terminal sur le TARDIS qui décrit comment utiliser la machine. Elles tentent de piloter le TARDIS. Il s'avère que le vaisseau est préprogrammé pour se rendre à la source du temps, le Big Bang : c'est un piège tendu par le Maître. Nyssa et Tegan se rendent compte qu'Adric a disparu. Elles décident de ne pas en parler au Docteur, compte tenu de son état, mais doivent aller le chercher pour qu'il puisse empêcher l'annihilation du TARDIS dans le Big Bang. La solution trouvée par le Docteur est de larguer un quart (aléatoire) de la masse du TARDIS pour les propulser en dehors du chemin temporel imposé par le Maître. Rapidement, le docteur se rend compte que la Chambre Zéro faisait partie de la masse larguée. Il construit, avec Nyssa, une chambre zéro temporaire en forme de cercueil à partir des portes de la Chambre Zéro. Pendant ce temps, Tegan découvre sur le terminal du TARDIS des informations sur un endroit idéal pour permettre au Docteur de récupérer : Castrovalva, un monde sans complexité. Elle dirige le vaisseau vers cet endroit.
Arrivées sur la planète Castrovalva, Nyssa et Tegan portent le "cercueil" où se trouve le docteur mais sont séparées de lui. Le docteur, d'un côté, et Tegan et Nyssa de l'autre, arrivent dans Castrovalva, un château perché sur une colline rocheuse. Rapidement, le docteur comprend que Castrovalva est curieusement structuré : il n'est pas possible de sortir, les maisons se trouvent à plusieurs endroits en même temps. Le Docteur comprend qu'ils sont piégés dans une occlusion récursive. Le chef de Castrovalva, Le Préfet, se révèle être le Maître. Il utilise Adric, pris dans une structure en forme de bandes et l'a contraint à faire usage de son génie mathématique avec les calculs des Logopolitains pour créer Castrovalva mais aussi pour modifier le TARDIS et créer le terminal qui a donné de fausses informations à Nyssa et Tegan. Shardovan, qui, le premier à Castrovalva, a pris conscience de l'étrangeté du monde, libère Adric. Castrovalva commence alors à se désagréger. Le Maître s'enfuit vers son TARDIS. Le Docteur et ses compagnons fuient la ville. Le maître semble être pris au piège et ne peut pas s'échapper de la ville, qui s'effondre sur elle-même.

### Continuité
- L'épisode forme une trilogie commencée avec The Keeper of Traken puis Logopolis. Celui-ci commence d'ailleurs avec la séquence de régénération du 4e Docteur, reprise avant le générique.
- Il est suggéré que ce sont les calculs des logopolitains (vus dans l'épisode précédent) qui ont permis au Maître de créer Castrovalva.
- On voit le Docteur en train de défaire l'écharpe qu'il portait en tant que 4e Docteur.
- On entend la cloche du cloître, introduite dans l'épisode précédent.
- Alors qu'il est désorienté, le Docteur adopte le même comportement et la même gestuelle que le 1er Docteur, il confond Adric avec le Brigadier ou Jamie et appelle Tegan sous les noms de "Vicki" ou "Jo". Il fait une remarque à propos des Guerriers de Glace, des Ogrons et des Daleks, demande l'aide de K-9 ainsi que de Romana.
- Le Docteur demande à Tegan et Nyssa de ne pas renverser la polarité des neutrons, une phrase récurrente associée souvent au 3e Docteur.
- On voit le Docteur faire de la flûte à bec, un instrument du 2e Docteur et il utilise l'une de ses phrases récurrentes : "lorsque je dirai "cours", tu cours."
- C'est en disant à une petite fille qu'elle devrait recevoir une médaille pour son excellence mathématique, que le Docteur se souvient d'Adric. En effet, dans Full Circle, celui-ci recevait cette distinction.
- Le Docteur mange un céleri en disant qu'il s'agit d'un signe de civilisation. Il finit par en arborer un sur son veston.